# 9962 Pfau

9962 Pfau

9962 Pfau eller 1991 YL1 är en asteroid i huvudbältet som upptäcktes den 28 december 1991 av den tyske astronomen Freimut Börngen vid Tautenburg-observatoriet. Den är uppkallad efter Werner Pfau.
Asteroiden har en diameter på ungefär 3 kilometer.